# فجوة المفردات
فجوة المفردات هي أحد المشكلات الشائعة في نظم استرجاع المعلومات ومحركات البحث نظراً إلى كون اللغات الطبيعية غنية بالكلمات التي تشير إلى نفس المعنى (ترادف)؛ فإن المستخدم قد يستعمل في البحث كلمات مختلفة عن تلك المستخدمة في الوثائق ذات الصلة، ونتيجة لذلك فإن عدد من النتائج ذات العلاقة لن يتم استرجاعها إذا تم الاعتماد على كلمات البحث فقط.

## مثال
عندما يبحث المستخدم في محرك الصور عن صورة منزل مستخدماً كلمة «بيت» فإن النتائج التي ستظهر إذا اُعتمد فقط استعلام المستخدم؛ هي الصور التي وصفت بكلمة «بيت» بينما الصور الموصوفة بكلمة «منزل» لن تظهر.

## بعض الحلول
توسيع الاستعلام حيث لايقتصر نظام الاسترجاع على كلمات البحث التي قدمها المستخدم وإنما يدعم البحث بكلمات مرادفة أو ذات علاقة.

## اقرأ أيضاً
- توسيع الاستعلام
- بحث بكلمات رئيسية